# Speocera phangngaensis
Speocera phangngaensis är en spindelart som beskrevs av Christa L. Deeleman-Reinhold 1995. Speocera phangngaensis ingår i släktet Speocera och familjen Ochyroceratidae.
Artens utbredningsområde är Thailand. Inga underarter finns listade i Catalogue of Life.